# Matiaszówka
Matiaszówka – wieś w Polsce położona w województwie lubelskim, w powiecie bialskim, w gminie Tuczna
| SIMC    | Nazwa     | Rodzaj    |
| ------- | --------- | --------- |
| 1024451 | Pieńki    | część wsi |
| 0021150 | Zadroże   | część wsi |
| 1024824 | Zawolskie | część wsi |

W latach 1975–1998 miejscowość administracyjnie należała do województwa bialskopodlaskiego.
Wieś jest sołectwem w gminie Tuczna. Według Narodowego Spisu Powszechnego z roku 2011 wieś liczyła 154 mieszkańców.
We wsi znajduje się prawosławna kaplica Opieki Matki Bożej, należąca do parafii w Międzylesiu.
Wierni Kościoła rzymskokatolickiego należą do parafii św. Anny w Tucznej.